# 近藤誠一 (外交官)
近藤 誠一（こんどう せいいち、1946年3月24日 - ）は、日本の外交官。第20代文化庁長官。国際連合教育科学文化機関（ユネスコ）大使、デンマーク駐箚特命全権大使を歴任。退官後は、近藤文化・外交研究所を設立し、JXホールディングス取締役、カゴメ取締役、パソナグループ取締役、長野県文化振興事業団理事長、東京都交響楽団理事長、東京大学政策ビジョン研究センター特任教授、東京芸術大学客員教授、公益財団法人京都市芸術文化協会理事長などに就任。神奈川県生まれ。夫人との間に一女がいる。

## 経歴
- 1971年　東京大学教養学部教養学科イギリス科卒業[3]。東京大学大学院法学政治学研究科に進むが中退。
- 1972年　外務省入省[3]
- 1973年　オックスフォード大学に留学（1975年まで）[3]
- 1975年　外務省海外広報課
- 1977年　通商産業省資源エネルギー庁石油部計画課
- 1980年　外務省経済協力局経済協力第一課、IEA/OECD （経済協力開発機構国際エネルギー機関）
- 1983年　外務省経済局国際機関第二課首席事務官
- 1986年　外務省アジア局北東アジア課首席事務官
- 1987年　外務事務次官秘書官
- 1988年　外務省国際報道課長
- 1990年　駐フィリピン大使館参事官
- 1992年　在アメリカ合衆国日本国大使館参事官
- 1996年　在アメリカ合衆国日本国大使館公使、外務省経済局総務参事官
- 1998年　外務省経済局参事官、外務省経済局審議官、北西大西洋漁業機関総務理事会日本政府代表
- 1999年　OECD（経済協力開発機構）事務次長
- 2003年　外務省文化交流部長
- 2004年　外務省広報文化交流部長
- 2005年　国際貿易・経済担当大使
- 2006年　ユネスコ日本政府代表部特命全権大使
- 2007年　
  - 6月　ユネスコ世界遺産委員会日本代表委員
  - 10月　ユネスコ世界遺産委員会選挙方法再考作業部会議長（2009年秋まで）
- 2008年　ユネスコ世界遺産委員会日本代表（オブザーバー）、駐デンマーク特命全権大使
- 2010年　文化庁長官（2013年7月まで）[4]
- 2013年
  - 10月　パソナグループ特別顧問[5]
  - 11月　森ビル顧問[5]、同志社大学経済学部客員教授[5]
  - 12月　外務省参与（国連安保理非常任理事国選挙担当）、近藤文化・外交研究所設立、長野県文化振興事業団理事[6]
- 2014年
  - 1月　長野県文化振興事業団理事長
  - 4月　東京大学政策ビジョン研究センター安全保障研究ユニット特任教授、慶應義塾大学総合政策学部特別招聘教授、ロームミュージックファンデーション評議員
  - 5月　京都ノートルダム女子大学客員教授[7]
  - 6月　JXホールディングス社外取締役、カゴメ社外取締役
  - 8月　パソナグループ社外取締役
- 2015年1月1日　東京都交響楽団理事長[1]　
  - 東京芸術大学客員教授、日本漢字能力検定協会理事[8]、星槎大学共生科学部客員教授、麗澤大学比較文明文化研究センター客員教授、地球システム・倫理学会常任理事[9]、京都市芸術文化協会理事長[10][11]
- 2016年11月　瑞宝重光章受章[12]
- 2019年4月　国際ファッション専門職大学学長

## 同期
- 天野之弥（09年国際原子力機関事務局長・05年在ウィーン国際機関日本政府代表部大使）
- 小松一郎（13年内閣法制局長官・11年駐フランス大使・08年駐スイス大使・05年外務省国際法局長・03年外務省欧州局長）
- 武藤正敏（10年駐韓大使・07年駐クウェート大使）
- 小島誠二（12年関西担当大使・10年駐タイ大使・09年儀典長・08年科学技術協力担当大使・06年駐パキスタン大使）
- 神余隆博（12年関西学院大学副学長・08年駐ドイツ大使・06年国連大使（次席））
- 高橋文明（09年駐スペイン大使・03年駐カンボジア大使）
- 野本佳夫（08年駐スロバキア大使）
- 石栗勉（京都外国語大学教授・国連アジア太平洋平和軍縮センター所長）
- 石川薫（日本国際フォーラム研究本部長・10年駐カナダ大使・07年駐エジプト大使・05年外務省経済局長）
- 伊藤誠（10年駐ブルガリア大使・06年駐タンザニア大使）
- 橋広治（10年駐パプアニューギニア大使）
- 峯村保雄（11年駐エルサルバドル大使）
- 肥塚隆（13年迎賓館長・10年駐オランダ大使・07年宮内庁式部副長・04年駐ホンジュラス大使）
- 山口英一（10年駐バチカン大使・07年駐コスタリカ大使）
- 横田順子（10年駐ラオス大使）
- 佐藤英夫（11年駐イスラエル大使・09年駐バーレーン大使・08年駐アフガニスタン大使）
- 二階尚人（14年駐チリ大使・11年駐ガーナ大使）
- 松原昭（12年駐マリ大使）
- 荒木喜代志（11年駐トルコ大使・09年COP10担当大使・08年国際テロ対策担当大使）